# 許梅特勒山
47°10′47″N 9°05′46″E / 47.179763°N 9.09622°E

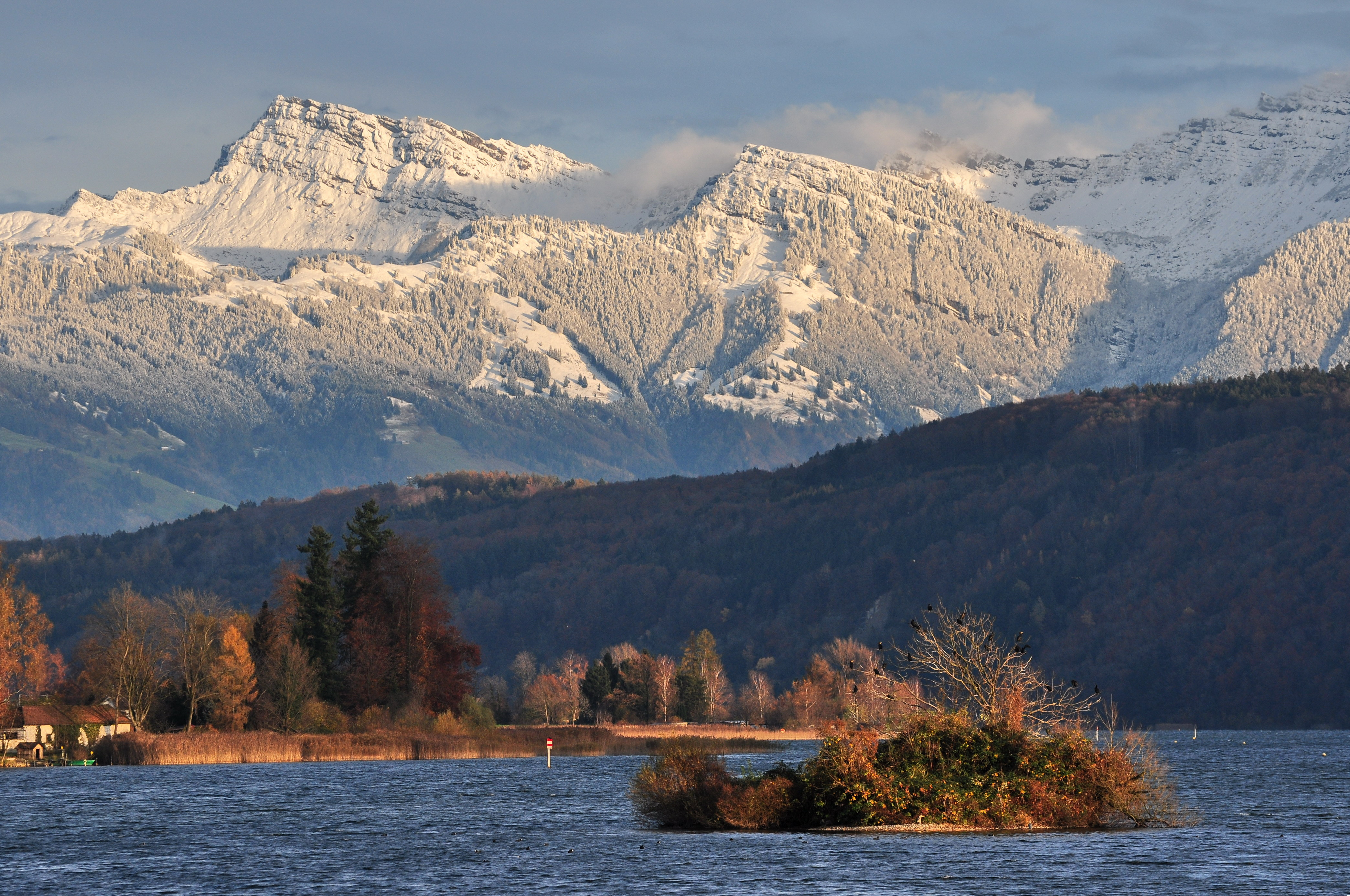

許梅特勒山（德語：Chüemettler），是瑞士的山峰，位於該國東北部，由聖加侖州負責管轄，屬於阿彭策爾阿爾卑斯山脈的一部分，海拔高度1,704米，每年平均降雨量1,954毫米。==參考資料==